# Edward Jennings
Edward Jennings –conocido como Ed Jennings– (Filadelfia, 9 de abril de 1898-San Diego, 9 de febrero de 1975) fue un deportista estadounidense que compitió en remo como timonel.
Participó en dos Juegos Olímpicos de Verano en los años 1924 y 1932, obteniendo dos medallas, bronce en París 1924 y oro en Los Ángeles 1932.

## Palmarés internacional
| Juegos Olímpicos | Juegos Olímpicos             | Juegos Olímpicos  | Juegos Olímpicos |
| Año              | Lugar                        | Medalla           | Prueba           |
| ---------------- | ---------------------------- | ----------------- | ---------------- |
| 1924             | París (Francia)              | Medalla de bronce | Dos con timonel  |
| 1932             | Los Ángeles (Estados Unidos) | Medalla de oro    | Dos con timonel  |